# Кенгурска рута
Кенгурска рута се традиционално односи на ваздушну путању којом лети Квантас између Аустралије и Уједињеног Краљевства преко источне хемисфере. Овај назив је заштитио Квантас али га користе медији и ваздухопловна конкуренција.
Године 2003. преко 20 авио-компанија је користило ову руту. Квантас, Бритиш ервејз и Верџин Атлантик ервејз нуде директан лет, додуше са једним међу заустављањем и само са аеродрома у Мелбурна и Сиднеја.

## Историјат
Године 1935. Квантас је почео да лети за Сингапур да би се повезао са Империјал ервејзом који је тада летео за Лондон. Кенгурском рутом је први пут летео Квантас 1. децембра 1947. Авионом Локид Консталејшн превезли су 29 путника и 11 чланова посаде од Сиднеја до Лондона са стајанкама у Дарвину, Сингапуру, Калкути, Карачију, Каиру, и Триполију (путници би преноћили у Сингапуру и Каиру). Повратна карта је коштала 585 фунти, што је у то доба било једнако 130 недељних просечних плата. Квантас је повремено мењао руту да би укључивао и друге међу станице као што су Франкфурт, Цирих, Атина, Београд, Рим, Бејрут, Техеран, Бомбај и Коломбо.
Од јануара 1958. Квантас је увео пут око света, где њихов авион лети од Аустралије до Европе Кенгурском рутом и назад рутом Јужни Крст (преко САД и тихог океана). 1964 Квантас започиње трећу руту за Лондон преко Тахитиа, Мексика и Кариба, која се звала „Фиеста рута“. Одустали су од трансатлантских летова током 1970их, али друге авио-компаније као што је Ер Нови Зеланд и даље лете за Лондон преко Западне хемисфере.
Од 1959. Квантас почиње да користи Боинг 707 на Кенгурској рути, а 1971. и Боинг 747. Ови авиони су скратили дужину лета од Европе до Аустралије, као и број међу станица (од краја 1970-их летови су углавном обављани преко Сингапура и Бахреина). Због повећане конкуренције од стране други авио-превозника на кенгурској рути цена карте је драматично опала што је приближило летење већем броју људи. У септембру 1968. Квантас је започео летове преко Куала Лумпура у Малезији за Лондон. Године 1989. Квантас је поставио светски рекорд у дужини лета комерцијалних ваздухоплова кад је са Боингом 747-400 направљен нон-стоп лет од Лондона до Сиднеја који је трајао само 20 сати.
До 2003. око 20 авио-компанија има летове између Уједињеног Краљевства и Аустралије уклјучујући Ер Чајна, Ер Нови Зеланд, Бритиш ервејз, Катеј Пацифик, Чајна ерлајнс, Чајна истерн ерлајнс, Емирејтс, Итихад ервејз, Џапан ерлајнс, Коријан ер, Тај ервејз интернашонал, Сингапур ерлајнс и Верџин Атлантик. Од јануара 2009. Квантас обавља неке летове са Ербасом А380.

## Заливске авио компаније
Заливске авио-компаније као што су Емирејтс, Итихад и Катар ервејз данас доминирају по броју летова према Сиднеју и Мелбурну, а Емитејтс обавља летове три пута дневно. Ово утиче на друге авио-компаније којима је тешко да преживе на Кенгурској рути. Бритиш ервејз и Квантас су у великој мери редуковали број летова на својим рутама почетком 2012. друге компаније које су преживеле на тој рути су Сингапур ерлајнс и Тај ервејз интернашонал, преко својих база у Сингапуру и Банкоку.